# Netschildpad
De netschildpad (Deirochelys reticularia) is een schildpad uit de familie moerasschildpadden (Emydidae), en is de enige soort uit het geslacht Deirochelys.

## Indeling
Vroeger werd gedacht dat de soort nauw verwant was aan het geslacht Emydoidea, dat eveneens maar één soort telt. Later bleek dat Emydoidea juist meer verwant is aan de geslachten Emys en Terrapene dan aan Deirochelys, dat een grotere verwantschap heeft met de geslachten Chrysemys en Pseudemys. Bestudering van fossiele exemplaren heeft dit bevestigd.

## Uiterlijke kenmerken
De netschildpad heeft een typische lichte nettekening van het rugschild, dat enigszins lijkt op een honingraatmotief . Het schild is peer-vormig en meestal olijfgroen of bruin tot bijna zwart, de tekening is lichter tot geel. De soort lijkt uiterlijk sterk op de sierschildpad (Chrysemys picta), maar is er ook eenvoudig van te onderscheiden door de veel langere en geel gestreepte nek, ook op de voor- en achterpoten zit een gele streep. De schildlengte maximale is ongeveer 25 centimeter.

## Algemeen
De netschildpad leeft in een groot aantal staten in het zuidoostelijke deel van de Verenigde Staten. De schildpad leeft in ondiepe wateren als vijvers, meren, rivieren en greppels, stromend water wordt vermeden. Soms wordt de schildpad massaal in tijdelijke poeltjes aangetroffen maar kan ook kan vrij ver van water worden gevonden. De soort is omnivoor en leeft voor een belangrijk deel van kikkervisjes en kreeftachtigen, maar ook planten worden gegeten. Het vlees van de schildpad werd vroeger gegeten, de Engelse naam is 'kipschildpad'. Tegenwoordig is de schildpad beschermd en mag niet meer worden gevangen.

## Levenswijze
De schildpad kent twee voortplantingsseizoenen en zet ten minste twee keer per jaar eitjes af, maar het laatste legsel is meestal kleiner in aantal eitjes, dit varieert van 2 tot 19 per keer. Na ongeveer 80 tot 90 dagen kruipen de juvenielen uit het ei, en zijn dan ongeveer drie centimeter lang, het rugschild is geplooid en heeft een lengtekiel. De eerste vijf jaar zijn de jonge schildpadjes voornamelijk carnivoor, maar gaan later meer planten eten.

## Taxonomie en naamgeving
De soort wordt ook wel kuikenschildpad genoemd (in het Engels: chicken turtle), omdat de schildpad vroeger wel werd verwerkt in gerechten en naar kip smaakt. De soort werd voor het eerst wetenschappelijk beschreven door Pierre André Latreille in 1801. Oorspronkelijk werd de wetenschappelijke naam Testudo reticularia gebruikt.
Er zijn drie ondersoorten die een iets ander verspreidingsgebied hebben, zoals de Engelse benamingen al verraden.
- Ondersoort D. r. reticularia (Engels; Eastern Chicken Turtle)
- Ondersoort D. r. chrysea (Engels; Florida Chicken Turtle)
- Ondersoort D. r. miaria (Engels; Western Chicken Turtle)